# Violaceína
La violaceína es un pigmento alcaloidal indólico color violeta producido por Chromobacterium violaceum, Janthinobacterium lividum y Pseudoarachniotus roseus. UV: [ácido]λmax255 (ε14600) ;278;295 (ε6900) ;370 (ε5200) ;568 (ε18600) (MeOH) [neutral]λmax260 (ε20000) ;377 (ε7760) ;585 (ε20000) (EtOH).

## Actividad biológica
LD50 (murino, intraperitoneal): 100 mg/kg. Presenta actividad antiprotozoaria y antibacterial. Inhibe el crecimiento de Plasmodium tanto in vitro como in vivo. Muestra potencial como medicamento fotoquimoterapéutico. También actúa como antioxidante. Antonisamy y Ignacimuthu encontraron actividad antimodulatoria, analgésica y antipirética en ratas. También ha mostrad actividad larvicida, pupicida y antialimentario contra Spodoptera litura.

## Biosíntesis
Kimmel y colaboradores elucidaron la biosíntesis de la violaceína. Este compuesto proviene de dos unidades derivadas del triptófano, las iminas del triptófano y  del 5-hidroxitriptófano. Posteriormente se condensan estas moléculas y se forma un anillo de pirrol correspondiente al ácido protoviolaceínico. Este se descarboxila por oxidación para formar la violaceína.